# John Holland (Fußballspieler)
John Holland (* 7. Juli 1953 in Sliema) ist ein ehemaliger maltesischer Fußballspieler auf der Position eines Verteidigers. Holland wurde zweimal (1976 und 1978) zum Fußballer des Jahres in Malta gewählt und absolvierte zwischen 1974 und 1987 insgesamt 61 Länderspiele für die maltesische Nationalmannschaft. Mit seinem langjährigen Verein FC Floriana gewann er je dreimal den Meistertitel und den Pokalwettbewerb.

## Laufbahn
Holland begann seine Laufbahn beim Melita FC; einem Amateurverein, den einst sein Großvater Gianni Bencini gegründet hatte. Da seine Talentförderung bei diesem Verein an ihre Grenzen stieß, schloss er sich 1969 dem FC Floriana an, bei dem er während seiner gesamten Profikarriere unter Vertrag stand und für den er sein Debüt in einem Spiel der ersten Liga am 27. November 1971 gegen Gżira United bestritt.
Zu seinen bedeutendsten Spielen für den FC Floriana zählen der 1:0-Sieg am 20. September 1972 gegen Ferencváros Budapest im Europapokal der Pokalsieger 1972/73 und das Heimspiel gegen den Club Brügge am 3. Oktober 1973 im Europapokal der Landesmeister 1973/74, als beide etatmäßige Torhüter von Floriana verletzungsbedingt ausfielen und Holland ersatzweise das Tor hütete. Die zwei Gegentore, die er hinnehmen musste, wären Berichten zufolge auch für nahezu jeden regulären Torhüter unhaltbar gewesen.
Sein letztes Spiel für den FC Floriana bestritt Holland am 1. April 1989 in einem Pokalspiel gegen den FC St. George’s.
Sein Debüt für die Nationalmannschaft bestritt er in einem am 24. August 1974 im Empire Stadium Gzira ausgetragenen Testspiel gegen Libyen, das 0:1 verloren wurde. Auch sein 61. und letztes Länderspiel am 24. Mai 1987 gegen Schweden im Rahmen der Qualifikation zur EM 1988 wurde 0:1 verloren.

## Trivia
John Holland ist der Vater des 1978 geborenen Fußballspielers Jonathan Holland, der zu Beginn seiner Laufbahn ebenfalls beim FC Floriana unter Vertrag stand.

## Erfolge
- Maltesischer Meister: 1973, 1975, 1977
- Maltesischer Pokalsieger: 1972, 1976, 1981
- Maltas Fußballer des Jahres: 1976, 1978